# Cratere Vitr
Vitr è un cratere sulla superficie di Callisto.